# Tetromino

Cele 5 tetrominouri libere

Captură de ecran a unui joc tipic de Tetris

În geometrie un tetromino este o formă geometrică compusă din patru pătrate conectate ortogonal (adică latură la latură, nu doar la colțuri). Tetrominourile, ca și dominourile și pentominourile, sunt un anumit tip de poliominouri.
O utilizare bine cunoscută a tetrominourilor este în jocul video Tetris creat de Alexei Pajitnov. Tetrominourile folosite în joc sunt cele unilaterale.

## Tipuri de tetrominouri

### Tetrominouri libere
Poliominourile se formează prin unirea pătratelor unitate latură la latură. Un poliomino liber este un poliomino considerat până la congruență. Adică, două poliominouri libere sunt aceleași dacă există o combinație de translații, rotații și reflexii care transformă unul în celălalt. Un tetromino liber este un poliomino liber format din patru pătrate. Există cinci tetrominouri libere, zise și „bilaterale”.
Tetrominourile libere au următoarea simetrie:
- I (drept): simetrie de reflexie verticală și orizontală și simetrie de rotație cu 2 poziții (la 180°)
- O (pătrat): simetrie de reflexie verticală și orizontală și simetrie de rotație cu 4 poziții (la 90°)
- T: doar simetrie de reflexie verticală
- L: fără simetrie
- S: doar simetrie de rotație cu 2 poziții

### Tetrominouri cu o singură față
Tetrominourile cu o singură față, zise și „unilaterale”, sunt tetrominouri care pot fi translate și rotite, dar nu reflectate. Ele sunt în mare parte asociate cu jocul Tetris. Există șapte tetrominouri distincte unilaterale. Aceste tetrominouri sunt denumite după litera alfabetului cu care seamănă cel mai mult. Tetrominourile „I”, „O” și „T” au simetrie de reflexie, deci nu contează dacă sunt considerate tetrominouri libere sau tetrominouri cu o singură față. Celelalte patru tetrominouri, „J”, „L”, „S” și „Z”, sunt chirale („bilaterale”). J și L sunt unul reflexia celuilalt, iar S și Z la fel.
Ca tetrominouri libere, J este echivalent cu L, iar S este echivalent cu Z. Însă în  spațiul bidimensional, fără reflexii nu este posibil să se transforme J în L sau S în Z.

### Tetrominouri fixe
Tetrominourile fixe permit doar translația, nu și rotația sau reflexia. Există câte patru tetrominouri fixe distincte pentru J, L și T, câte două pentru I, S și Z și unul singur pentru O, în total 19 tetrominouri fixe:

## Pavarea unui dreptunghi

### Umplerea unui dreptunghi cu un set de tetrominouri
Un singur set de tetrominouri libere (unilaterale) nu se poate încadra într-un dreptunghi. Acest lucru poate fi demonstrat similar cu demonstrația pentru problema tablei de șah ciuntite⁠(d). Un dreptunghi de 5×4 cu un model de șah are 20 de pătrate, conținând 10 pătrate de culoare deschisă și 10 pătrate de culoare închisă, dar un set complet de tetrominouri libere are fie 11 pătrate de culoare închisă și 9 pătrate de culoare deschisă, fie invers. Acest lucru se datorează faptului că tetrominoul T are câte 3 pătrate de culoare deschisă sau închisă, în timp ce toate celelalte tetrominouri au fiecare câte 2 pătrate de culoare închisă și câte 2 de culoare deschisă. Similar, un dreptunghi 7×4 are 28 de pătrate, conținând câte 14 pătrate din fiecare nuanță, dar setul de tetrominouri cu o singură față are fie 15 pătrate de culoare închisă și 13 pătrate de culoare deschisă, fie 15 pătrate de culoare deschisă și 13 pătrate de culoare închisă. Prin extensie, orice număr impar de seturi pentru oricare dintre tipuri nu se poate încadra într-un dreptunghi. În plus, cele 19 tetrominouri fixe nu pot încăpea într-un dreptunghi de 4×19. Acest lucru a fost descoperit epuizând toate posibilitățile printr-o căutare pe computer.

### Umplerea unui dreptunghi modificat cu un set de tetrominouri
Totuși, toate cele trei seturi de tetrominouri pot umple dreptunghiuri cu găuri:
- Toate ceșe 5 tetrominouri libere pot umple un dreptunghi de 7×3 cu o gaură.
- Toate cele 7 tetrominouri cu o singură față pot umple un dreptunghi de 6×5 cu două găuri de aceeași culoare (de șah).
- Toate cele 19 tetrominouri fixe pot umple un dreptunghi de 11×7 cu o gaură.

### Umplerea unui dreptunghi cu două seturi de tetrominouri
Două seturi de tetrominouri libere sau unilaterale pot umple un dreptunghi în moduri diferite, după cum se arată mai jos: